# Долгушин, Николай Сергеевич
Николай Сергеевич Долгушин (6 октября 1921 — 5 октября 1994) — передовик советской строительной отрасли, бригадир бетонщиков строительного управления № 18 треста «Запсибтрансстрой» Министерства транспортного строительства СССР, гор. Новосибирск, Герой Социалистического Труда (1962).

## Биография
Родился в 1921 году в крестьянской семье в селе Виленка Рязанской области. Русский. В 1938 году окончил обучение в школе и начал трудовую деятельность в колхозе. С 1940 по 1941 годы работал счетоводом в промартели. С 1941 по 1943 годы трудился счетоводом на кирпичном заводе в Москве. С 1947 по 1950 годы кладовщик совхоза имени Молотова В Рязанской области. С 1950 по 1951 годы грузчик Тяжинского леспромхоза.  
В феврале 1951 года переехал в Новосибирск и стал работать на 3-м строительном участке Томсктрансстроя. С мая 1959 года бригадир комплексной бригады подземных коммуникаций на 3-го строительном треста "Запсибтрансстроя". Занимался электрификацией железнодорожным путей. Постоянно перевыполнял план развития народного хозяйства.    
Указом Президиума Верховного Совета СССР от 2 июня 1962 года за выдающиеся успехи и достижения в электрификации железных дорог Николаю Сергеевичу Долгушину было присвоено звание Героя Социалистического Труда с вручением ордена Ленина и медали «Серп и Молот».
В дальнейшем работал бригадиром комплексной бригады строительного управления №18, инструктором производственного обучения. 
Жил в Новосибирске. Умер 5 октября 1994 года. Похоронен на Заельцовском кладбище.

## Награды
За трудовые успехи был удостоен:
- золотая звезда «Серп и Молот» (02.06.1962)
- орден Ленина (02.06.1962)
- другие медали.